# Nakajima E4N
Chiếc Nakajima E4N là một kiểu máy bay trinh sát trang bị trên tàu chiến của Hải quân Đế quốc Nhật Bản trong những năm 1930. Đây là một loại thủy phi cơ một động cơ hai chỗ ngồi, có kiểu cánh kép trên và dưới bằng nhau.

## Thiết kế và phát triển
Chiếc nguyên mẫu đầu tiên của Thủy phi cơ Trinh sát Kiểu 90-2, hoặc E4N1, bay chuyến bay đầu tiên vào năm 1930. Chiếc này được trang bị phao kép và động cơ không có nắp máy. Phiên bản này bị từ chối nên không được sản xuất.
Kiểu máy bay này được thiết kế lại toàn bộ thành phiên bản Kiểu 90-2-2 hay E4N2, với một phao chính và hai phao phụ gắn ngoài cánh, động cơ được bố trí trong một nắp máy. Kiểu máy bay này được đưa vào sản xuất cho Hải quân Đế quốc Nhật Bản vào năm 1931.
Một phiên bản hoạt động trên đất liền của Kiểu 90-2-2 được phát triển dưới tên gọi E4N2-C trang bị bộ càng đáp cố định.

## Lịch sử hoạt động
Kiểu máy bay E4N2 được phóng lên bằng máy phóng trên các tàu chiến và được sử dụng như máy bay trinh sát phát hiện chỉ điểm mục tiêu.
Vào năm 1933, chín chiếc E4N2-C được cải biến thành máy bay đưa thư P1. Chiếc máy bay hoạt động trên đất liền một chỗ ngồi có buồng lái kín, và được sử dụng trong dịch vụ chuyển thư tín ban đêm giữa các đảo Nhật Bản chính quốc.

## Phiên bản
E4N1 (Kiểu 90-2)Thủy phi cơ phao kép. Chỉ có chiếc nguyên mẫu.
E4N2 (Kiểu 90-2-2)Thủy phi cơ phao đơn. Có 85 chiếc được chế tạo.
E4N2-CMáy bay hoạt động trên đất liền với càng đáp cố định. Có 67 chiếc được chế tạo.
P-1Máy bay đưa thư một chỗ ngồi. Có 9 chiếc được cải biến từ khung máy bay E4N2-C.

## Đặc điểm kỹ thuật (E4N2)
Tham khảo: Japanese Aircraft 1910-1941 

### Đặc tính chung
- Đội bay: 02 người
- Chiều dài: 8,87m (29 ft 1 in)
- Sải cánh: 10,98 m (36 ft 0 in)
- Chiều cao: 3,97 m (13 ft 0 in)
- Diện tích bề mặt cánh: 29,7 m² (319 ft²)
- Lực nâng của cánh: 60,7 kg/m² (12,4 lb/ft²)
- Trọng lượng không tải: 1.252 kg (2.760 lb)
- Trọng lượng có tải: 1.800 kg (3.968 lb)
- Động cơ: 1 x động cơ Nakajima Kotobuki-2 9 xy lanh bố trí hình trònlàm mát bằng không khí, công suất 580 mã lực (433 kW)

### Đặc tính bay
- Tốc độ lớn nhất: 232 km/h (125 knot, 144 mph)
- Tốc độ bay đường trường: 148 km/h (80 knots, 92 mph)
- Tầm bay tối đa: 1.019 km (550 nm, 633 mi)
- Trần bay: 5.740 m (18.830 ft)
- Tỉ lệ công suất/khối lượng: 0,24 kW/kg (0,15 hp/lb)

### Vũ khí
- 1 x súng máy 7,7 mm (0,303 in) cố định bắn hướng ra trước
- 1 x súng máy 7,7 mm (0,303 in) di động trên khoang phía sau buồng lái
- 2 x bom 30 kg (66 lb)

## Nội dung liên quan

### Máy bay tương tự
- Vought O3U Corsair

### Trình tự thiết kế
E2N - E4N - E7K - E8N - E11A - E13A

### Danh sách liên quan
- Danh sách máy bay chiến đấu
- Danh sách máy bay quân sự Nhật Bản